# 月野有菜
月野 有菜（つきの ゆうな、2002年（平成14年）9月20日 - ）は、日本の女優、モデル。大阪府出身。ソニー・ミュージックアーティスツ所属。

## 略歴
東京に行った際にスカウトされ「今しかできないことをやろう」と思い、家族の後押しもあって芸能界に入る。2020年、集英社『週刊ヤングジャンプ』主催の『制コレ’20』でグランプリを受賞（準グランプリは塚田百々花と蓼沼優衣）。オーディションに参加したのが自身にとって最初の芸能活動となる（なお、エー・チームグループでの制コレでのグランプリ受賞者は自身が初であり、大阪府出身者に限ると、1993年前期の宝生舞（豊中市）、2005年の寺田有希（堺市）に次いで15年ぶり3人目）。同年12月17日発売の週刊ヤングジャンプ（2021年3号）で単独として初の表紙および巻頭グラビアを飾った。以後、週刊プレイボーイ（集英社）やFRIDAY（講談社）でグラビアを飾るなど、注目を集めるようになる。
2021年5月28日に配信開始のショートフィルム『花咲く頃に、僕らは』（橋本光二郎監督作品）のヒロインに抜擢され、活躍の幅を広げていたが、10月7日発売の週刊ヤングジャンプ（2021年45号）のグラビアを最後に活動停止状態となり、エーライツのホームページからプロフィールが削除されていた。
2022年9月20日、自身の20歳の誕生日に約4か月ぶりにTwitterとInstagramを更新。芸名を光野有菜から「月野有菜」と改め、ソニー・ミュージックアーティスツに所属することを発表した。今後は俳優業に挑戦することも公表した。
2023年3月30日（29日深夜）にテレビ東京で放送された『僕らのあざとい朝ごはん -続いていく僕らの日々-』でテレビドラマ初出演を果たす。2024年7月期のテレビドラマ『素晴らしき哉、先生!』（朝日放送テレビ・テレビ朝日）にて地上波キー局の連続ドラマに初出演。
2025年春、立命館大学法学部を卒業し、本格的に上京。

## 人物
- 自分で思う性格は、好奇心が旺盛なこと。[3]
- 趣味はギターと歌と映画鑑賞。特技はバレーボール（ポジションはアタッカー[注釈 4]）、水泳[10][注釈 5]。
- 好きな場所は、地元の河川敷[11]。
- 高校卒業後、立命館大学法学部法学科に進学[1]。2025年3月に卒業した[8][9]。

## 出演

### ショートフィルム
光野有菜名義
- 花咲く頃に、僕らは（2021年5月28日、YouTube、橋本光二郎監督[注釈 6]）

月野有菜名義
- Family Village（2025年4月17日、footage）

### ミュージックビデオ
- admires『風に乗せて』（2025年）
- LEEVELLES 『Brand New Day』（2025年）

### コマーシャル
- メルカリハロ-『みんなのスキマバイト篇』(2024年) - 二宮和也と共演。

### テレビドラマ
- 僕らのあざとい朝ごはん -続いていく僕らの日々-（2023年3月30日、テレビ東京）
- treatment（TOKYO MX1）
  - 『恋するゆうれい』（2023年6月6日・13日） - 朔田エリ役[注釈 7]
  - 『うしろ姿でもわかる』（2023年12月5日・12月12日） - 真理江役[注釈 8]
- 素晴らしき哉、先生!（2024年8月18日 - 10月6日、朝日放送テレビ・テレビ朝日） - 古原結愛 役[12][13][14]

## 書籍

### デジタル写真集
光野有菜名義
- 青い春に、まだ追いつける。（2020年12月17日、集英社、撮影：田中智久）
- 光差す季節（2021年4月12日、集英社、撮影:彦坂栄治）
- ねえ、好きだわ。（2021年5月6日、集英社、撮影:田中智久）
- 追憶の夏（2021年7月19日、集英社、撮影:矢西誠二）
- まだまだまだ制コレ’20青春しちゃっていいですか？（2021年10月7日、集英社、撮影:Takeo Dec.）